# Alycia Baumgardner
Alycia Baumgardner (* 24. Mai 1994 in Fremont (Ohio), Vereinigte Staaten) ist eine US-amerikanische Boxerin und Weltmeisterin aller vier bedeutenden Verbände (WBA, IBF, WBO, WBC) im Superfedergewicht.

## Amateurkarriere
Baumgardner begann mit dem Boxsport im Alter von acht Jahren im Fremont Wreckers Gym. Weitere Trainingsstätten ihrer Amateurkarriere waren Glass City Boxing in Toledo (Ohio), and MuckCity Boxing in Pahokee.
Baumgardner gewann 2014 Silber im Halbweltergewicht bei den National Golden Gloves in Fort Lauderdale und Gold im Leichtgewicht bei der nationalen Meisterschaft der Police Athletic League.
2015 gewann sie ebenfalls im Leichtgewicht das Ringside World Tournament in Independence (Missouri), schied jedoch bei der nationalen WM-Qualifikation in Reno (Nevada) auf einem dritten Platz im Halbweltergewicht aus.

## Profikarriere
Sie bestritt ihr Profidebüt im März 2017 und gewann 10 von 11 Kämpfen, sechs davon vorzeitig; die Niederlage erlitt sie am 28. Juli 2018 nach Punkten gegen Christina Linardatou. Seit September 2017 stand sie als erste Frau bei Holyfield Real Deal Promotions unter Vertrag.
Am 13. November 2021 boxte die britische IBO- und WBC-Weltmeisterin Terri Harper im Rahmen einer freiwilligen Titelverteidigung in Sheffield gegen Baumgardner und verlor gegen die Außenseiterin durch TKO in der vierten Runde. Im Januar 2022 wurde sie vom britischen Promoter Matchroom unter Vertrag genommen. Am 16. April 2022 gewann sie in Manchester eine Titelverteidigung gegen die Argentinierin Edith Matthysse.
Am 15. Oktober 2022 trat sie in London zu einem Titelvereinigungskampf gegen die WBO- und IBF-Weltmeisterin Mikaela Mayer an und besiegte ihre Landsfrau durch eine 2:1-Punktentscheidung (Split Decicion). Durch den Gewinn des WBA-Weltmeistergürtels am 4. Februar 2023 in New York City durch einen einstimmigen Punktsieg gegen die Französin Elhem Mekhaled, vereinte sie alle vier bedeutenden WM-Gürtel einer Gewichtsklasse.
Am 15. Juli 2023 bestritt sie in Detroit ihre erste Titelverteidigung aller Gürtel im Rahmen eines Rückkampfes gegen Christina Linardatou und egalisierte ihre Niederlage aus 2018 mit einem einstimmigen Punktsieg. Eine weitere Titelverteidigung am 27. September 2024 in Atlanta gegen Delfine Persoon endete wertungslos (No Contest), nachdem der Kampf nach einem Zusammenprall der Köpfe aufgrund einer tiefen Cutverletzung an der rechten Augenbraue der Belgierin vor dem Ende der vierten Runde abgebrochen wurde.
Im März 2025 wurde Baumgardner bei Most Valuable Promotions von Jake Paul unter Vertrag genommen und gewann ihren nächsten Kampf am 11. Juli 2025 in New York City einstimmig nach Punkten gegen die Spanierin Jennifer Miranda.

## Sonstiges
Baumgardner wurde als Tochter eines Vaters mexikanischer Herkunft und einer Mutter mit deutscher, japanischer sowie koreanischer Abstammung in Ohio geboren und ist Absolventin der Fremont Ross High School. Sie hat drei Schwestern und einen Bruder. Im Alter von vier Jahren begann sie mit Ringen, das sie erst in der High School aufgab. Sie arbeitete zunächst bei Little Caesars, ehe sie 2013 die Zulassung als staatlich geprüfte Pflegeassistentin erhielt und daraufhin in Pflegeheimen arbeitete. Ihr Vater starb im April 2024.